# Oliarus slossoni
Oliarus slossoni är en insektsart som beskrevs av Van Duzee 1908. Oliarus slossoni ingår i släktet Oliarus och familjen kilstritar. Inga underarter finns listade i Catalogue of Life.